# Stradivarius Marsick (1705)
Le Stradivarius Marsick (dit également Marsick (1705) ; auparavant Baumgartner) est un violon fabriqué en 1705 par le luthier de Crémone Antonio Stradivari. Son nom fait référence au violoniste Martin-Pierre Marsick, l'un des propriétaires de cet instrument.
Le Marsick est un violon du début de l'âge d'or d'Antonio Stradivari. Il a notamment été joué par les solistes Martin-Pierre Marsick, David Oïstrakh (de 1966 à sa mort en 1974) et Igor Oïstrakh.

## Description

### Authenticité
Le violon Marsick a été fabriqué par le luthier crémonais Antonio Stradivari en 1705. 
Le Marsick est surnommé ainsi en référence au violoniste et compositeur Martin-Pierre Marsick, qui en fut le propriétaire au début du 20e siècle. Auparavant, le stradivarius était parfois appelé Baumgartner.

### Caractéristiques
Le Marsick est un stradivarius du début de l'âge d'or de Stradivari.
Le fond du violon est composé d'une seule pièce et mesure 35,4 centimètres.,. Le bois utilisé est similaire à celui du Stradivarius Joest, conçu à la même période. Les ondes du bois sont larges, marquées et remontent vers la gauche de l'instrument.
La table d'harmonie est constitué de 2 parties en sapin assemblées.
Quelques petites cassures sont visibles sur la table d'harmonie et le fond, notamment au niveau des c ou des f.
Le vernis du Marsick est d'une couleur rouge vivace, posée sur une base dorée,.

## Histoire
La première trace du Marsick remonte à sa mention dans la collection de Charles Willemotte à Anvers,.
Le stradivarius passe ensuite dans les mains de plusieurs propriétaires avant d'être possédé par le violoniste et compositeur Martin-Pierre Marsick,. Suivant les affirmations d'Émile et Jacques Français, il est généralement admis que Martin-Pierre Marsick achète l'instrument en 1904,. Toutefois, Cécile Tardif évoque la possibilité que Martin-Pierre Marsick ait acquis le stradivarius en 1881,. Selon toute vraisemblance, le Marsick n'était plus en possession du soliste belge à sa mort (en 1924),.
Après avoir connu plusieurs propriétaires, le Marsick est acquis par l'Union soviétique et mis à disposition de David Oïstrakh en 1966,. Ce dernier cède le Conte de Fontana au profit du Marsick qu'il joue jusqu'à sa mort en 1974,. Il est vraisemblable que son fils, Igor Oïstrakh, ait joué quelque temps sur le Marsick.

## Propriétaires
Les propriétaires et musiciens attestés sont les suivants,, :
| Propriétaire             | Depuis | Jusqu'en | En   |
| ------------------------ | ------ | -------- | ---- |
| Charles Willemotte       |        |          |      |
| Oscar Vornbaum           |        |          |      |
| Hugo Becker              |        |          | 1897 |
| Martin-Pierre Marsick    | 1904   |          |      |
| Madame Brès-Chounard     |        |          | 1936 |
| Gustav Huguenin          |        |          | 1950 |
| Perilhou                 |        |          |      |
| Marc Delgay              |        |          | 1963 |
| David Oïstrakh           | 1966   | 1974     |      |
| Igor Oïstrakh (probable) |        |          |      |